# Shell 43
Shell 43 er en amerikansk stumfilm fra 1916 af Reginald Barker.

## Medvirkende
- H.B. Warner som William Berner.
- Enid Markey som Adrienne von Altman.
- John Gilbert.
- George Fisher som Franz Hollen.
- Margaret Thompson som Helen von Altman.